# SN 2007cx
SN 2007cx – supernowa typu Ia odkryta 31 marca 2007 roku w galaktyce A101909+3650. W momencie odkrycia miała maksymalną jasność 18,20m.